# Jakob Gebert
Jakob Gebert (* 1965 in Freiburg im Breisgau) ist ein deutscher Produktdesigner, Ausstellungsarchitekt und Universitätsprofessor.

## Beruflicher Werdegang
Jakob Gebert, Sohn einer Malerin und eines Architekten, studierte Innenarchitektur, Produkt- und Baugestaltung an der Hochschule für Gestaltung Basel (HfG). 1994 gründete er in Weil am Rhein ein Designstudio und ist seitdem als Produktdesigner und Ausstellungsarchitekt selbstständig tätig. Zunächst arbeitete er mit Firmen wie beispielsweise Vitra AG, Nils Holger Moormann und Belux AG zusammen.
Heute leitet er sein Büro in Kassel gemeinsam mit Hanna Krüger unter dem Namen Gebert & Krüger. Gemeinsam mit Krüger entwickelte Gebert Ausstellungen für verschiedene Museen und Institutionen, darunter das Schloss Wilhelmshöhe, das Landesmuseum Kassel, die Grimmwelt Kassel, das Museum für angewandte Kunst Wien, die Stiftung Bauhaus Dessau sowie die Schirn Kunsthalle Frankfurt. Zusammen mit Kai-Uwe Hemken konzipierte und realisierte er, basierend auf den Plänen von László Moholy-Nagy, den „Raum der Gegenwart“, der im New Yorker Solomon R. Guggenheim Museum, dem Art Institute of Chicago, und dem Los Angeles County Museum of Art ausgestellt wurde. Zudem entstehen Innenausstattungen und Produktentwürfe in Zusammenarbeit mit unterschiedlichen Unternehmen und Firmen.
Lehrtätigkeiten führten Gebert seit 1996 an Hochschulen wie zum Beispiel die Hochschule für Gestaltung Basel, die Hochschule für Gestaltung Karlsruhe, die Burg Giebichenstein Kunsthochschule Halle, die Bezalel Academy of Art and Design in Jerusalem, die Zürcher Hochschule der Künste und die Universität Lappland.
Seit 2004 hat Gebert die Professur für Möbeldesign und Ausstellungsarchitektur an der Kunsthochschule Kassel/Universität Kassel inne. 2009 erhielt er den Hochschulpreis für Exzellenz in der Lehre. 2017 war er mit Studierenden bei der documenta 14 an dem Projekt Hiwa K When We Were Exhaling Images beteiligt. Bei der documenta 15 (2022) erfolgte eine Kooperation mit Sourabh Phadke.
Gebert erhielt viele Auszeichnungen, beispielsweise den IF Design Award, den Red Dot Design Award oder den German Design Award. Außerdem sind seine Arbeiten in zahlreichen Sammlungen vertreten, darunter befinden sich das Vitra Design Museum und der Pariser Fonds national d’art contemporain (FNAC).
Gebert gehört dem Stiftungsvorstand der Wilhelm Wagenfeld Stiftung an.

## Forschungsprojekte
- Jakob Gebert und Kai-Uwe Hemken: Raum der Gegenwart (1930): Konzeption und Realisierung des Ausstellungs- und Forschungsprojektes „Raum der Gegenwart. Museumsraum und Kunstwerk der klassischen Moderne,“ basierend auf den Plänen von László Moholy-Nagy. Dieses Projekt ist in Kooperation mit verschiedenen Institutionen wie der Kunsthalle Schirn Frankfurt am Main, Kunsthalle Erfurt, Stiftung Bauhaus Dessau, Van Abbemuseum Eindhoven und in Assoziation zum Kooperationsprojekt ’90 Jahre Bauhaus‘, Fortführung/Erweiterung des Projektes ‚Raum der Gegenwart’ mit dem Sprengel Museum Hannover.[4]
- Wagenfeld Revisited I und II: Rekonstruktion und Neuinterpretation von Wilhelm Wagenfelds Glasleuchten in Zusammenhang mit der Ausstellung „Leuchten der Moderne. Glasproduktion im Licht des Bauhauses.“ LWL-Industriemuseum 2019.
- Forschungsprojekt FNR – Förderprogramm nachwachsende Rohstoffe des BMEL, Universität Kassel: Formlagenholz-Plus, Thema: Emissionsreduzierung, Erhöhung der Ressourceneffizienz und des Nutzwertes durch Klebstoffeinsparung mittels belastungsdifferenzierter Auslegung von Formschicht- und Formsperrholzbauteilen, seit 2022.

## Publikationen
- mit Kai-Uwe Hemken: Raum der Gegenwart. Die Ordnung von Apparaten und Exponaten. In: Ulrike Gärtner, Kai-Uwe Hemken, Kai Uwe Schierz Kerber (Hrsg.): Kunstlichtspiele. Lichtästhetik der klassischen Avantgarde. Ausstellungskatalog Kunsthalle Erfurt, 2009. Bielefeld/Leipzig 2009, S. 138–156.
- als Hrsg. mit Carmen Luippold: KASBAH. Zürich 2009.
- mit Kai-Uwe Hemken: Autor und Authentizität. Probleme der Re-Konstruktion am Beispiel des Raums der Gegenwart von László Moholy-Nagy und Alexander Dorner. In: Annette Tietenberg (Hrsg.): Die Ausstellungskopie. Mediales Konstrukt, materielle Rekonstruktion, historische Dekonstruktion. Köln 2015, S. 129–144.
- als Hrsg. mit Simon Großpietsch: Edit Gernheim. Glasprojekte der Kunsthochschule Kassel. Kassel 2015.
- mit Hanna Krüger: Wagenfeld Revisited I und II. In: Katrin Holthaus, Armin Huber, Angelika Steinmetz-Oppelland (Hrsg.): Leuchten der Moderne. Glasproduktion im Licht des Bauhauses. Ausstellungskatalog LWL-Industriemuseum Glashütte Gernheim 2019. Essen 2019, S. 118–143.

## Auszeichnungen und Preise (Auswahl)
- 1996: Design-Zentrum Nordrhein-Westfalen
- 1996: Interieur 96, Prize of The Interieur Foundation, Belgien
- 1996: Prize of The Municipality of Kortrijk, Belgien
- 1996: Prize of The Hallen Kortrijk, Belgien
- 1997: IF Industrie Forum Design, Hannover
- 1997: Internationaler Designpreis des Landes Baden-Württemberg
- 1998: Aufnahme in das Design Yearbook 1998
- 1998: Sammlung Vitra Design Museum, Weil am Rhein (Ankauf)
- 1999: Aufnahme in das Design Yearbook 1999
- 1999: Bundespreis Produktdesign
- 1999–2008: Aufnahme in die Wanderausstellung des ifa (Institut für Auslandsbeziehungen), Stuttgart „Bewußt einfach“
- 2001: Design Week Award 2001, London
- 2001: I.D. Magazine Annual Design Rewiew (USA)
- 2001: Sammlung Vitra Design Museum, Weil am Rhein (Ankauf)
- 2002: Aufnahme in die Sammlung: „La Collection du Fonds National D’art Contemporain“
- 2005: Internationaler Designpreis des Landes Baden-Württemberg
- Aufnahme in die Wanderausstellung des Ifa, Stuttgart „Anders als immer“